# Modern Psykologi
Modern Psykologi är en svensk tidskrift om psykologi och hjärnforskning som ges ut av förlaget Beakworks AB. Chefredaktör och ansvarig utgivare är journalisten och beteendevetaren Karin Skagerberg, som efterträdde Jonas Mattsson 2021. Tidigare chefredaktör var Patrik Hadenius, som grundade magasinet 2009. Tidningen handlar om tänkande, medvetande och beteende och riktar sig till allmänheten. Dess redaktion finns i Stockholm.

## Historia
Modern Psykologi lanserades i november 2009 av samma förlag som ger ut Språktidningen. Det första numret trycktes i en upplaga på 15 000 exemplar och fick 5 000 prenumeranter och sålde 5 000 lösnummer. År 2012 utsågs Modern Psykologi till Årets tidskrift av Sveriges tidskrifter. År 2021 belönades tidningen med priset Magazine of the year i kategorin special interest vid European publishing awards.